# Time's Up (運動)
Time's Up（譯為「時間到了」、「到此為止」、「是時候停止了」）是一場由好萊塢藝人于2018年1月1日成立的反性侵犯活動，並與溫斯坦效應和#MeToo相呼應。截至2018年2月，活動已籌得2000萬美金法律辯護基金，並聚集了超過200位的志願律師。

## 歷史
2017年11月，國際農民女性聯盟寫了一封聲援信給參與揭露哈維·溫斯坦性侵犯指控的好萊塢女性。這封信刊登於《時代》，並描述女農民遭受侵犯和騷擾的經歷。該信指出這是代表了大約7000名美國女農民。
在某種程度的回應上，《紐約時報》于2018年1月1日宣告「Time's Up」倡議。這項宣佈引述國際農民女性聯盟的支持信，以及渴望去支持一些少有機會藉由媒體平台和資金去談論騷擾的男性、女性、有色人種和LGBT社群。在成立時，宣佈了以下舉措：
- 美國婦女法律中心撥出1300萬法律辯護基金，來讓工作崗位上受到性騷擾和侵犯的低收入女性可以尋求正義。
- 建立法律來嚴懲對不斷騷擾持寬容態度的公司。
- 在工作室與人才機構實施性別平等的運動。
- 呼籲參與第75屆金球獎紅毯秀的女性穿一身黑以響應性侵犯和騷擾。

馬克·華伯格以及他的人才機構威廉·莫里斯奮進于2018年早期以華伯格在《金錢世界》的合作藝人蜜雪兒·威廉絲名義捐給Time's Up200萬美金。這件事的出現是因為電影被揭露威廉絲（代表同一家經紀公司）重拍某個場景10天只收穫800美金，而華柏格做相同事情卻收穫150萬美金。
一些出席2018年格萊美獎的藝人（包括女神卡卡、拉娜·德芮、凱莎和辛蒂·羅波）身穿白色玫瑰或全黑裙子作為Time's Up活動的支援。蘿兒身穿珍妮·侯哲爾作品的節錄，此以卡片方式印出來並縫紉在她裙子的後背上。這節錄句子為：「喜悅！我們身在無法容忍的時代。這需要勇氣，因為塞翁失馬焉知非福。只有極端的形勢下才能加速推翻壓迫者的發生。在正義感之人可以勝利之前，老腐敗必須放棄浪費。矛盾將會加劇。通過初期紛亂的上演，計算將會加緊。大災難將會增强。」蘿兒寫道「我的版本是白玫瑰－『大災難將會增强』－有史以來最偉大的節錄，來自于珍妮·侯哲爾。」
在倫敦由喬安娜·拉姆利主持的2018年英國電影學院獎上，出席者均穿著黑衣及配戴Time's Up胸針。

## 創立簽署人
活動網站中有一封致全球女性的公開信，信中為支持立場並聲明簽署方對付性騷擾和侵犯的行動。這封信由近4000名大部分來自於英國及美國娛樂產業與DMK化妝品基金的女性聯同簽署。簽署人包括凱特·卡普肖，之前她與丈夫斯蒂芬·斯皮尔伯格就「全國和國際問題」中認為這需要「極為迫切」地去處理、珊达·莱梅斯以及來自她主編的ABC電視劇《實習醫生》和《醜聞風暴》的演員，演員當中包括潔西卡·卡普肖和其母親。

## 外部連結
- 官方網站（页面存档备份，存于）